# 川原石駅
川原石駅（かわらいしえき）は、広島県呉市海岸三丁目にある、西日本旅客鉄道（JR西日本）呉線の駅である。駅番号はJR-Y13。

## 歴史
- 1934年（昭和9年）4月1日：町総代11名が商工会議所を通じて停車場新設を門司鉄道局に陳情。
- 1935年（昭和10年）11月24日：現行の呉線全通に合わせ、呉駅 - 吉浦駅間に単式ホーム1面1線を有する旅客駅として開設[3]。
- 1940年（昭和15年）11月1日：営業休止[4]。
- 1958年（昭和33年）8月1日：営業再開[4]。気動車の旅客のみを取り扱う駅員無配置駅[5]。
- 1961年（昭和36年）6月6日：業務委託駅化（日本交通観光社受託）[6]。
- 1970年（昭和45年）10月1日：簡易委託駅化[7][8]。
- 1986年（昭和61年）11月1日：ダイヤ改正に伴い、当駅のみ通過する普通列車が消滅。
- 1987年（昭和62年）4月1日：国鉄分割民営化に伴い、西日本旅客鉄道（JR西日本）の駅となる[3]。
- 1997年（平成9年）4月3日：呉市と駅移設の工事協定を締結[9]。
- 1999年（平成11年）
  - 2月6日：当駅移設に伴う線路切替工事のため、20時以降坂駅 - 呉駅間区間運休、バス代行輸送を行う。
  - 2月7日：従来の場所（呉市海岸二丁目）から広島側に500 m移転した現在地に移転開業[2][4]。交換設備を備える相対式ホーム2面2線となる[2]。
- 2007年（平成19年）
  - 7月11日：ICOCA対応簡易型自動改札機設置。
  - 9月1日：ICカード「ICOCA」が利用可能となる。
- 2018年（平成30年）
  - 7月6日：平成30年7月豪雨に伴い、営業休止。
  - 9月9日：広駅 - 坂駅間運行再開[注釈 1][11]。

## 駅構造
盛土上に相対式ホーム2面2線を有する列車交換可能な地上駅。上下線のホームで別々に出入口が設置されており、それぞれに自動券売機と自動改札機（開閉式で無い簡易式）が置かれている。地上駅ではあるが地形の関係上、ホームへ行くには階段を登る必要がある。無人駅。
以前は単式ホーム1面1線を有するホーム有効長が6両編成分しかない駅で、8両編成以上の普通電車はこの駅のみ通過する設定となっていたが、8両対応に改良されたことをきっかけに、本駅のみを通過する普通電車の設定は無くなった。その後、1999年に広島側に移転し、現在の形態となった。また、これに伴って下りホーム中程にあるトイレ（男女共用）が汲取り式から水洗式に変更されている。

### のりば
| ホーム | 路線 | 方向 | 行先             |
| ------ | ---- | ---- | ---------------- |
| 北側   | 呉線 | 上り | 呉・竹原方面     |
| 南側   | 呉線 | 下り | 海田市・広島方面 |

- 案内上ののりば番号は設定されていない。

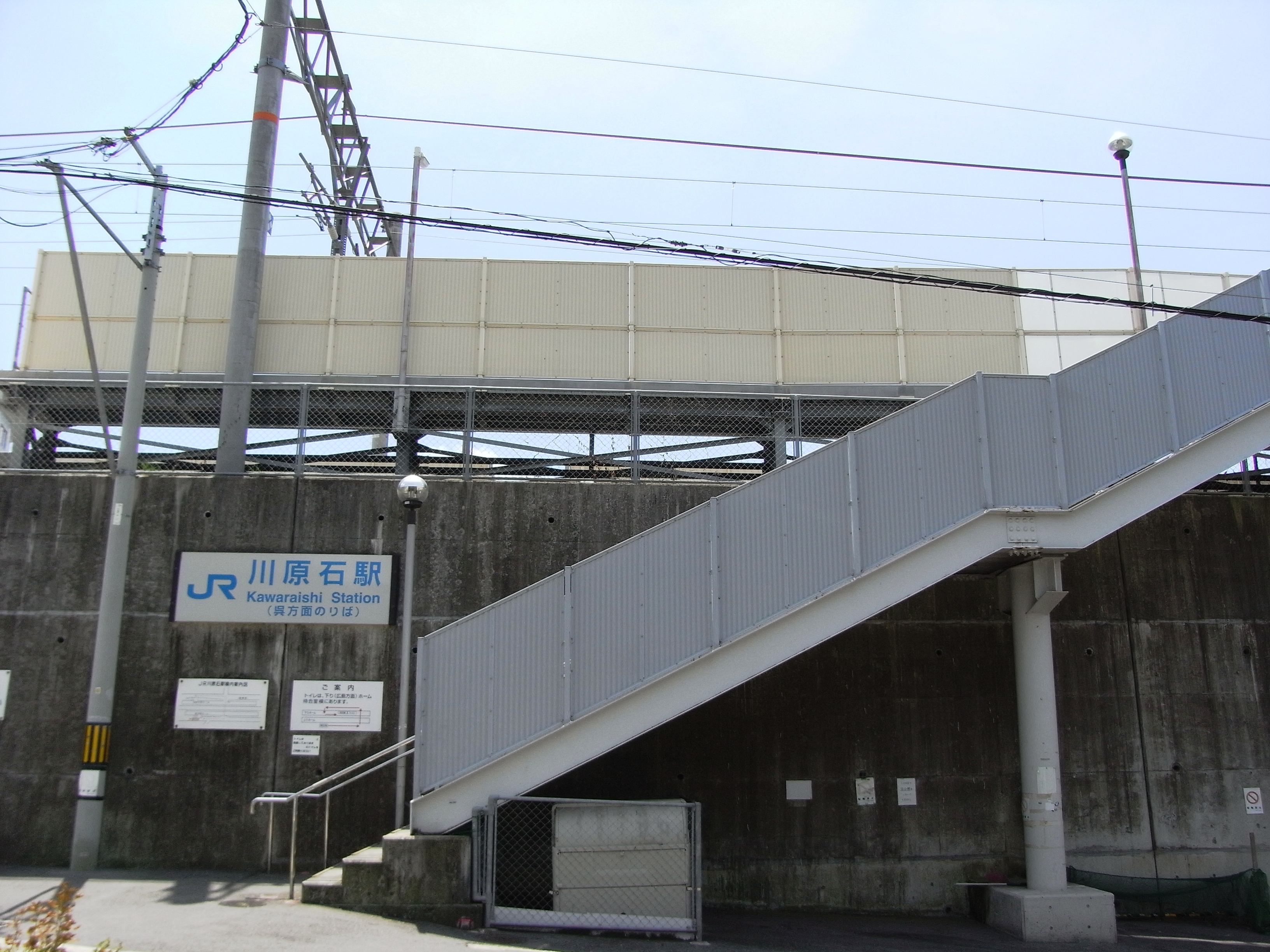
呉方面のりば入口（2008年7月）
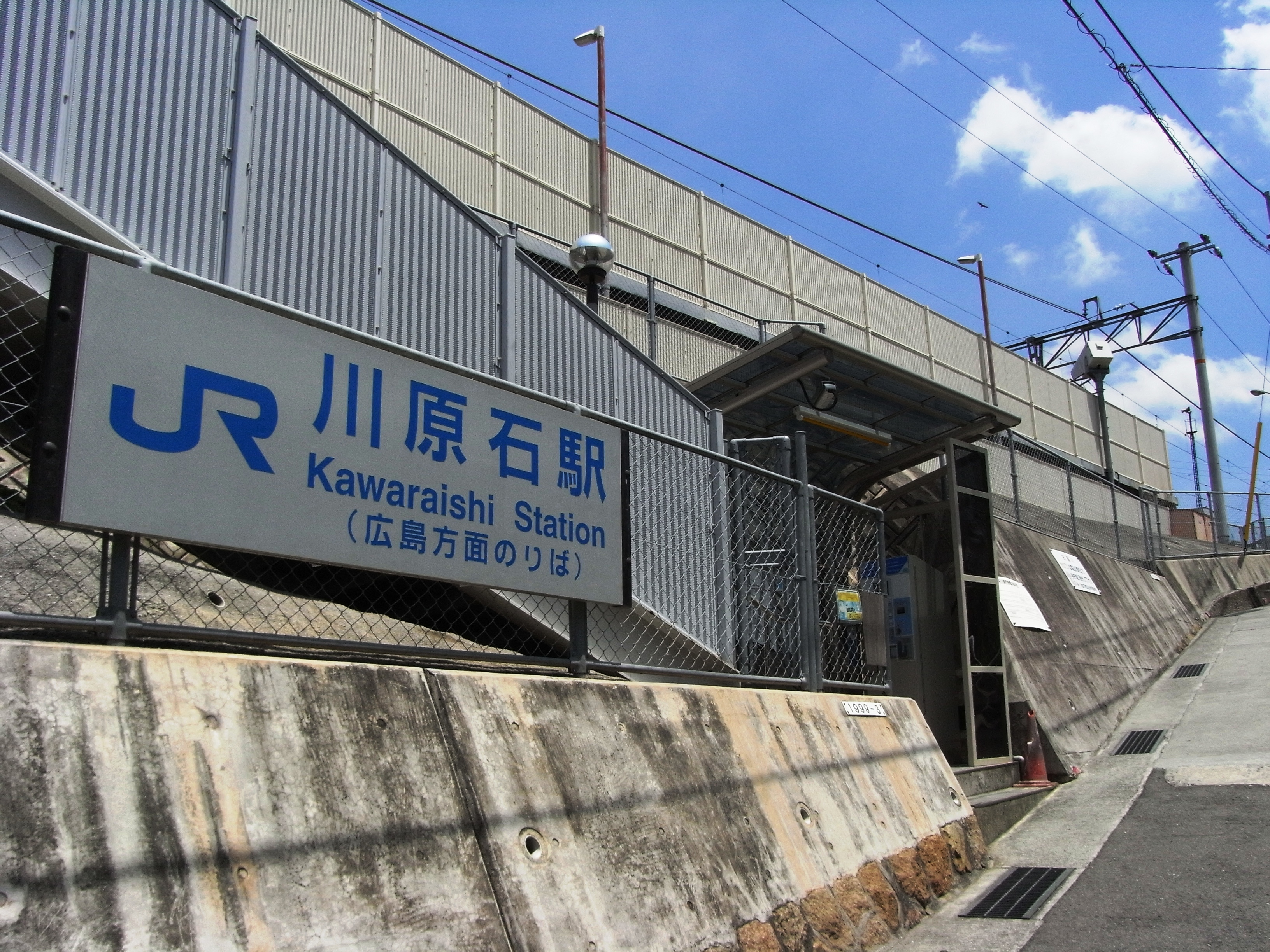
広島方面のりば入口（2008年7月）

## 利用状況
「呉市統計書」によると、近年の1日平均乗車人員の推移は以下の通り。
| 年度                | 1日平均 乗車人員 |
| ------------------- | ---------------- |
| 1987年（昭和62年）  | 199              |
| 1988年（昭和63年）  | 448              |
| 1989年（平成 元年） | 508              |
| 1990年（平成02年）  | 527              |
| 1991年（平成03年）  | 557              |
| 1992年（平成04年）  | 468              |
| 1993年（平成05年）  | 473              |
| 1994年（平成06年）  | 481              |
| 1995年（平成07年）  | 511              |
| 1996年（平成08年）  | 519              |
| 1997年（平成09年）  | 466              |
| 1998年（平成10年）  | 512              |
| 1999年（平成11年）  | 768              |
| 2000年（平成12年）  | 807              |
| 2001年（平成13年）  | 804              |
| 2002年（平成14年）  | 783              |
| 2003年（平成15年）  | 775              |
| 2004年（平成16年）  | 757              |
| 2005年（平成17年）  | 699              |
| 2006年（平成18年）  | 687              |
| 2007年（平成19年）  | 742              |
| 2008年（平成20年）  | 790              |
| 2009年（平成21年）  | 753              |
| 2010年（平成22年）  | 687              |
| 2011年（平成23年）  | 678              |
| 2012年（平成24年）  | 640              |
| 2013年（平成25年）  | 621              |
| 2014年（平成26年）  | 622              |
| 2015年（平成27年）  | 648              |
| 2016年（平成28年）  | 643              |
| 2017年（平成29年）  | 610              |
| 2018年（平成30年）  | 495              |
| 2019年（令和 元年） | 496              |
| 2020年（令和02年）  | 417              |
| 2021年（令和03年）  | 397              |
| 2022年（令和04年）  | 410              |
| 2023年（令和05年）  | 426              |

## 駅周辺
- 海上保安大学校
- 呉海岸郵便局
- 呉市立港町小学校
- クレイトンベイホテル
- マリンパーク川原石
- 国道31号
- 広電バス「海岸3丁目」停留所

## 隣の駅
西日本旅客鉄道（JR西日本）
 呉線
■快速「通勤ライナー」・■快速「安芸路ライナー」
通過
■普通
呉駅 (JR-Y14) - 川原石駅 (JR-Y13) - 吉浦駅 (JR-Y12)